# Соболевский, Владимир Петрович
Владимир Петрович Соболевский (14 (26) июня 1809 — 20 декабря 1882 (1 января 1883)) — русский инженер, директор Института инженеров путей сообщения (1861—1882). Инженер-генерал-майор (1858), тайный советник (1869).

## Биография
Родился в семье горного инженера Петра Григорьевича Соболевского в июне 1809 года. В метрической книге Преображенского собора указана дата рождения 14 (26) июня 1809 года; Петербургский некрополь даёт иную дату: 21 июня 1809 года.
Учился в Военно-строительном училище путей сообщения, по окончании которого в 1828 году был произведён по экзамену в инженеры путей сообщения. Как один из лучших воспитанников, был принят в старший класс Института инженеров путей сообщения, окончив который с отличием в 1830 году был произведён в инженер-поручики и назначен на строительство шлиссельбургских шлюзов. Затем он получил должность репетитора при Институте инженеров путей сообщения, а в 1836 году занял в нём кафедру минералогии. Также он преподавал естественные науки в 1-м и 2-м кадетских корпусах и других учебных заведениях. 3 февраля 1849 года В. П. Соболевский был назначен инспектором классов в Институте путей сообщения. С 1844 по 1872 год он состоял также редактором «Журнала путей сообщения», в котором напечатал немало своих собственных статей, как оригинальных, так и переводных.
В 1856 году Соболевскому было поручено отправиться за границу для осмотра специальных учебных заведений и, по возвращении, он был назначен 20 ноября 1861 года директором Института путей сообщения. Уже в следующем году им было предложено преобразовать институт в открытое учебное заведение, и по одобрении этого предложения он деятельно занимался выработкой положения о кардинальном преобразовании института, которое было проведено в 1864 году. Соболевский как директор института много заботился о расширении и улучшении в нём постановки учебного дела: он обогатил запущенный институтский музей многими моделями, хранившимися до того времени в Академии наук, Эрмитаже и других местах, и устроил при институте химическую и механическую лаборатории; особенно он заботился о расширении институтской библиотеки, постоянно приобретая для неё ценные сочинения и манускрипты, увеличив фонд с 5 тысяч томов (которые в большинстве своём были исключительно на французском языке) до 35 тысяч. 
В 1870 году Соболевскому было поручено исследовать наивыгоднейшее направление Уральской железной дороги. 23 января 1875 года он был назначен членом совета Министерства путей сообщения.
Похоронен на Новодевичьем кладбище в Санкт-Петербурге.

## Комментарии
1. ↑  В их числе: Артезианские колодцы (1832, кн. 24); Средства, служащие к предупреждению и уничтожению фильтраций в гидравлических сооружениях (1837, 1 и 2 тома); Печь для обжигания известковых камней (1838, т. 1); Геогностическое обозрение старой Финляндии и описание Рускольских мраморных ломок (1839, т. 1); Новое улучшенное средство употребления антрацита при проплавке чугуна (1841, т. 1); Предохранение от ржавчины железа и чугуна посредством цинка (1845, т. 1); Исследование о выборе места для заложения артезианских колодцев (1845, т. 1); Проект соединения Тихого океана с Атлантическим посредством канала через Панамский перешеек (1846, т. 4); Освещение газом (1846, т. 4); Известь и ее употребление в строительном искусстве (1848, т. 8); Пуцоллана невулканического происхождения (1848, т. 7); Заметка о металлах и сплавах, употребляемых в строительном искусстве (1851, т. 13 и 14); Подвижные спуски при переездах на английских железных дорогах (1853, т. 17); Описание паровозов, устроенных для Земмеринской дороги (1853, т. 17); Мост через реку Кинциг (1853, т. 18); Опыты над сопротивлением изгибу деревянных балок, скрепленных железом (1854, т. 19); Новый способ раскружаливания сводов (1854, т. 19); Заметки о разных работах и исследованиях за границей (1857, т. 26); Специальные учебные заведения по строительной части во Франции, Бельгии и Пруссии (1857, т. 26); Свирский канал и работы по улучшению его узкой части от Шуряжского колена до села Загубья (1863, т. 39).